# Брод светионик
Брод светионик је пловни објекат усидрен на оном подручју где се не може саградити стални светионик. Опремљен је звучним сигналима за маглу (наутофонима), радиотелеграфом, радиотелефоном, радаром и другим уређајима. Први брод светионик био је усидрен на ушћу реке Темзе (1732. год).